# Trichura fasciata
Trichura fasciata là một loài bướm đêm thuộc phân họ Arctiinae, họ Erebidae.